# NGC 5630
NGC 5630 (другие обозначения — UGC 9270, MCG 7-30-14, ZWG 220.18, IRAS14256+4128, PGC 51635) — спиральная галактика (Sd) в созвездии Волопас.
Этот объект входит в число перечисленных в оригинальной редакции «Нового общего каталога».
В галактике вспыхнула сверхновая SN 2006am типа IIn, её пиковая видимая звездная величина составила 18,5.
В галактике вспыхнула сверхновая SN 2005dp, её пиковая видимая звездная величина составила 16.